# European Champions Cup 2012
La European Champions Cup 2012 è stata la 49ª edizione della massima competizione europea per club di baseball.

## Formula
Il format del torneo prevede una fase a gironi in cui le squadre partecipanti sono state sorteggiate in due gironi di qualificazione, uno disputato a Rotterdam e l'altro a San Marino. Le prime due classificate di ciascun girone si qualificano alle Final Four.
Le Final Four sono disputate in partita secca: prima le due semifinali, poi la finale per il terzo posto, e infine la finalissima che stabilisce la formazione campione d'Europa.

## Fase a gruppi

### Torneo di qualificazione di Rotterdam
| Rotterdam 30 maggio 2012, ore 11:00 | Buchbinder Legionäre | 9 – 2 referto | Technika Brno | Neptunus Familiestadion |

| Rotterdam 30 maggio 2012, ore 15:00 | Danesi Nettuno | 2 – 11 referto | CB Barcelona | Neptunus Familiestadion |

| Rotterdam 30 maggio 2012, ore 20:00 | DOOR Neptunus | 3 – 6 referto | Rouen Huskies | Neptunus Familiestadion |

| Rotterdam 31 maggio 2012, ore 11:00 | Rouen Huskies | 2 – 4 referto | Danesi Nettuno | Neptunus Familiestadion |

| Rotterdam 31 maggio 2012, ore 15:00 | CB Barcelona | 0 – 2 referto | Buchbinder Legionäre | Neptunus Familiestadion |

| Rotterdam 31 maggio 2012, ore 21:00 | Technika Brno | 4 – 13 referto | DOOR Neptunus | Neptunus Familiestadion |

| Rotterdam 1º giugno 2012, ore 11:00 | CB Barcelona | 3 – 12 referto | Rouen Huskies | Neptunus Familiestadion |

| Rotterdam 1º giugno 2012, ore 15:00 | Technika Brno | 3 – 16 (al 7º) referto | Danesi Nettuno | Neptunus Familiestadion |

| Rotterdam 1º giugno 2012, ore 20:00 | DOOR Neptunus | 10 – 1 referto | Buchbinder Legionäre | Neptunus Familiestadion |

| Rotterdam 2 giugno 2012, ore 11:00 | Technika Brno | 4 – 5 referto | CB Barcelona | Neptunus Familiestadion |

| Rotterdam 2 giugno 2012, ore 15:00 | Buchbinder Legionäre | 2 – 4 referto | Rouen Huskies | Neptunus Familiestadion |

| Rotterdam 2 giugno 2012, ore 20:00 | DOOR Neptunus | 1 – 2 referto | Danesi Nettuno | Neptunus Familiestadion |

| Rotterdam 3 giugno 2012, ore 12:30 | Danesi Nettuno | 8 – 1 referto | Buchbinder Legionäre | Neptunus Familiestadion |

| Vlaardingen 3 giugno 2012, ore 14:00 | Rouen Huskies | 12 – 0 (al 7º) referto | Technika Brno | Vlaardingen Holy |

| Rotterdam 3 giugno 2012, ore 15:40 | CB Barcelona | 1 – 5 referto | DOOR Neptunus | Neptunus Familiestadion |

#### Classifica
| Pos. | Squadra              | G | V | P | %    | GB  |
| ---- | -------------------- | - | - | - | ---- | --- |
| 1.   | Danesi Nettuno       | 5 | 4 | 1 | .800 | 0.0 |
| 2.   | Rouen Huskies        | 5 | 4 | 1 | .800 | 0.0 |
| 3.   | DOOR Neptunus        | 5 | 3 | 2 | .600 | 1.0 |
| 4.   | Buchbinder Legionäre | 5 | 2 | 3 | .400 | 2.0 |
| 5.   | CB Barcelona         | 5 | 2 | 3 | .400 | 2.0 |
| 6.   | Technika Brno        | 5 | 0 | 5 | .000 | 4.0 |

|  | Qualificate alle Final Four |

### Torneo di qualificazione di San Marino
| Serravalle 30 maggio 2012, ore 10:30 | Paderborn Untouchables | 7 – 4 referto | Draci Brno | Stadio di Serravalle |

| Serravalle 30 maggio 2012, ore 15:30 | Unipol Bologna | 4 – 3 (al 10º) referto | L&D Amsterdam | Stadio di Serravalle |

| Serravalle 30 maggio 2012, ore 20:30 | Hoboken Pioneers | 2 – 13 (all'8º) referto | T&A San Marino | Stadio di Serravalle |

| Serravalle 31 maggio 2012, ore 10:30 | L&D Amsterdam | 6 – 2 referto | Paderborn Untouchables | Stadio di Serravalle |

| Serravalle 31 maggio 2012, ore 15:30 | Draci Brno | 10 – 0 (al 7º) referto | Hoboken Pioneers | Stadio di Serravalle |

| Serravalle 31 maggio 2012, ore 20:30 | T&A San Marino | 1 – 8 referto | Unipol Bologna | Stadio di Serravalle |

| Serravalle 1º giugno 2012, ore 10:30 | L&D Amsterdam | 16 – 7 referto | Hoboken Pioneers | Stadio di Serravalle |

| Serravalle 1º giugno 2012, ore 15:30 | Paderborn Untouchables | 5 – 19 (al 7º) referto | Unipol Bologna | Stadio di Serravalle |

| Serravalle 1º giugno 2012, ore 20:30 | T&A San Marino | 9 – 0 referto | Draci Brno | Stadio di Serravalle |

| Serravalle 2 giugno 2012, ore 11:00 | Unipol Bologna | 6 – 7 referto | Draci Brno | Stadio di Serravalle |

| Serravalle 2 giugno 2012, ore 16:00 | Paderborn Untouchables | 3 – 1 referto | Hoboken Pioneers | Stadio di Serravalle |

| Serravalle 2 giugno 2012, ore 21:00 | L&D Amsterdam | 5 – 4 referto | T&A San Marino | Stadio di Serravalle |

| Serravalle 3 giugno 2012, ore 10:30 | Hoboken Pioneers | 3 – 14 (al 7º) referto | Unipol Bologna | Stadio di Serravalle |

| Serravalle 3 giugno 2012, ore 15:30 | Draci Brno | 4 – 16 referto | L&D Amsterdam | Stadio di Serravalle |

| Serravalle 3 giugno 2012, ore 20:30 | T&A San Marino | 7 – 3 referto | Paderborn Untouchables | Stadio di Serravalle |

#### Classifica
| Pos. | Squadra                | G | V | P | %    | GB  |
| ---- | ---------------------- | - | - | - | ---- | --- |
| 1.   | Unipol Bologna         | 5 | 4 | 1 | .800 | 0.0 |
| 2.   | L&D Amsterdam          | 5 | 4 | 1 | .800 | 0.0 |
| 3.   | T&A San Marino         | 5 | 3 | 2 | .600 | 1.0 |
| 4.   | Draci Brno             | 5 | 2 | 3 | .400 | 2.0 |
| 5.   | Paderborn Untouchables | 5 | 2 | 3 | .400 | 2.0 |
| 6.   | Hoboken Pioneers       | 5 | 0 | 5 | .000 | 4.0 |

|  | Qualificate alle Final Four |

## Final Four
Le Final Four si sono disputate allo Stadio Steno Borghese di Nettuno, nei giorni 29 e 30 agosto 2012.
|  | Semifinali     | Semifinali     | Semifinali     |                |                | Finale             | Finale             | Finale             |  |
|  |                |                |                |                |                |                    |                    |                    |  |
|  | Rouen Huskies  | Rouen Huskies  | 0              |                |                |                    |                    |                    |  |
|  | Rouen Huskies  | Rouen Huskies  | 0              |                |                |                    |                    |                    |  |
|  | Unipol Bologna | Unipol Bologna | 4              |                |                |                    |                    |                    |  |
|  | Unipol Bologna | Unipol Bologna | 4              |                | Unipol Bologna | Unipol Bologna     | 4                  |                    |  |
|  |                |                |                |                | Unipol Bologna | Unipol Bologna     | 4                  |                    |  |
|  |                |                | Danesi Nettuno | Danesi Nettuno | 3              |                    |                    |                    |  |
|  | L&D Amsterdam  | L&D Amsterdam  | Danesi Nettuno | Danesi Nettuno | 3              | 0                  |                    |                    |  |
|  | L&D Amsterdam  | L&D Amsterdam  |                |                |                | 0                  |                    |                    |  |
|  | Danesi Nettuno | Danesi Nettuno | 1              |                |                | Finale terzo posto | Finale terzo posto | Finale terzo posto |  |
|  | Danesi Nettuno | Danesi Nettuno | 1              |                |                |                    |                    |                    |  |
|  |                |                |                |                |                |                    |                    |                    |  |
|  |                |                |                |                |                | Rouen Huskies      | Rouen Huskies      | 7                  |  |
|  |                |                |                |                |                | Rouen Huskies      | Rouen Huskies      | 7                  |  |
|  |                |                |                |                |                | L&D Amsterdam      | L&D Amsterdam      | 8                  |  |

### Semifinali
| Nettuno 29 agosto 2012, ore 16:00 | Rouen Huskies | 0 – 4 referto | Unipol Bologna | Stadio Steno Borghese |

| Nettuno 29 agosto 2012, ore 21:00 | L&D Amsterdam | 0 – 1 referto | Danesi Nettuno | Stadio Steno Borghese |

### Finale 3º Posto
| Nettuno 30 agosto 2012, ore 16:00 | Rouen Huskies | 7 – 8 referto | L&D Amsterdam | Stadio Steno Borghese |

### Finale
| Nettuno 30 agosto 2012, ore 21:05 | Unipol Bologna | 4 – 3 referto | Danesi Nettuno | Stadio Steno Borghese |

## Vincitore
| Campione d'Europa 2012 Unipol Fortitudo Bologna 4º titolo |